# Arthur Motta
Arthur Motta (1879-1936), engenheiro, professor e literato, membro da Academia Paulista de Letras. Autor de Vultos e Livros, publicado em 1921 pela Monteiro Lobato & Cia., contendo notas bibliográficas e esboços biográficos dos membros da Academia Brasileira de Letras e seus patronos., segundo Tristão de Athayde  “um verdadeiro comprimido de história e crítica, ponto de partida e fundamento de qualquer estudo de nossa vida literária”.

## Integralismo
Em 1932, Arthur Motta assistiu à segunda sessão pública da Ação Integralista Brasileira desde sua fundação. Em seu discurso improvisado de agradecimento a uma saudação formal, feita por Ulisses Paranhos, Motta disse que, sendo matemático, compreendeu que "somente seria num sigma político, formado por todos os valores diferenciais da Nação, que o Brasil acharia salvamento". Após encerrada a reunião, Iraci Igayara, Lopes Casali e Miguel Reale desenharam o Sigma em uma folha de papel, num café na rua Líbero Badaró. Este se tornaria o símbolo oficial do Integralismo.